# Protaetia ciocolatina
Protaetia ciocolatina är en skalbaggsart som beskrevs av Wallace 1867. Protaetia ciocolatina ingår i släktet Protaetia och familjen Cetoniidae. Inga underarter finns listade i Catalogue of Life.